# Roc Negre (Mosset)
El Roc Negre és una muntanya de 2.456,6 metres d'altitud del límit entre les comunes de Censà, Mosset i Noedes, tots tres de la comarca del Conflent, a la Catalunya del Nord.
És a prop de l'extrem sud-oest del terme de Mosset, al nord-est del de Censà i al nord-oest del de Noedes. És a llevant del Madres i a ponent del Pic de la Roqueta. Als seus peus, al sud-est, es troben els anomenats Estanys de Noedes, cantats al Canigó per Jacint Verdaguer, el Gorg Blau i el Gorg Estelat.
És en una de les zones més concorregudes pels excursionistes i esquiadors de fons de la Catalunya del Nord. Per la constant presència de neu i gel, es recomana als excursionistes d'anar-hi proveïts de grampons i piolet més de la meitat de l'any.